# Самбо на Европейских играх 2019
Самбо на Европейских играх 2019 года — соревнования по самбо на Европейских играх 2019 проходили с 22 по 23 июня в городе Минске, во Дворце спорта. Было разыграно 18 комплектов медалей. В соревнованиях приняли участие 144 спортсмена. В рамках Игр не проводились соревнования по боевому самбо.

## Календарь
| ЦО | Церемония открытия | 2 | Финалы соревнований | ЦЗ | Церемония закрытия |

| Июнь  | Июнь  | 21 Пт | 22 Сб | 23 Вс | 24 Пн | 25 Вт | 26 Ср | 27 Чт | 28 Пт | 29 Сб | 30 Вс | Медали |
| ----- | ----- | ----- | ----- | ----- | ----- | ----- | ----- | ----- | ----- | ----- | ----- | ------ |
| Самбо | Самбо |       | 9     | 9     |       |       |       |       |       |       |       | 18     |

### Медалисты

#### Мужчины
| Дисциплина   | Золото             | Серебро           | Бронза                                |
| ------------ | ------------------ | ----------------- | ------------------------------------- |
| до 52 кг     | Тигран Киракосян   | Агасиф Самедов    | Андрей Кубарьков Гиви Надарейшвили    |
| до 57 кг     | Вахтанг Чидрашвили | Саян Хертек       | Владислав Бурдь Мехман Халилов        |
| до 62 кг     | Руслан Багдасарян  | Савва Каракизиди  | Иван Анискевич Геннадий Чиргадзе      |
| до 68 кг     | Александр Кокша    | Миндиа Лилуашвили | Никита Клецков Эмиль Гасанов          |
| до 74 кг     | Леван Нахуцришвили | Станислав Скрябин | Арсен Казарян Степан Попов            |
| до 82 кг     | Андрей Перепелюк   | Давид Григорян    | Виссарион Берулава Тимофей Емельянов  |
| до 90 кг     | Сергей Рябов       | Андрей Казусёнок  | Дмитрий Герасименко Паата Гвиниашвили |
| до 100 кг    | Давид Лориашвили   | Виктор Решко      | Альсим Черноскулов Денис Такий        |
| свыше 100 кг | Бека Бердзенишвили | Юрий Рыбак        | Артём Осипенко Владимир Гажич         |

#### Женщины
| Дисциплина  | Золото               | Серебро             | Бронза                               |
| ----------- | -------------------- | ------------------- | ------------------------------------ |
| до 48 кг    | Елена Бондарева      | Анастасия Новикова  | Анфиса Капаева Цветелина Цветанова   |
| до 52 кг    | Диана Рябова         | Марина Жарская      | Ирен Диас Видаль Паулина Ешану       |
| до 56 кг    | Татьяна Казенюк      | Анастасия Архипова  | Лаура Фурнье Даниэла Пороинеану      |
| до 60 кг    | Вера Гореликова      | Сабина Артемчуц     | Яна Костенко Яйса Хименес Лопес      |
| до 64 кг    | Екатерина Оноприенко | Алёна Сайко         | Анда Валвой Татьяна Мацко            |
| до 68 кг    | Люсия Бабич          | Екатерина Москалёва | Марина Мохнаткина Ольга Намазова     |
| до 72 кг    | Анжела Жилинская     | Нино Одзелашвили    | Галина Амбарцумян Наталья Смаль      |
| до 80 кг    | Мария Оряшкова       | Жанара Кусанова     | Светлана Тимошенко Галина Ковальская |
| свыше 80 кг | Анастасия Сапсай     | Елена Кебадзе       | Анна Балашова Алина Паунеску         |

### Общий зачёт
| Общее количество медалей |             |        |         |        |       |
| Место                    | Страна      | Золото | Серебро | Бронза | Всего |
| 1                        | Россия      | 7      | 3       | 8      | 18    |
| 2                        | Грузия      | 5      | 2       | 4      | 11    |
| 3                        | Беларусь    | 2      | 5       | 8      | 15    |
| 4                        | Украина     | 1      | 3       | 2      | 6     |
| 5                        | Армения     | 1      | 1       | 1      | 3     |
| 6                        | Болгария    | 1      | 0       | 1      | 2     |
| 7                        | Хорватия    | 1      | 0       | 0      | 1     |
| 8                        | Азербайджан | 0      | 1       | 2      | 3     |
| 9                        | Молдова     | 0      | 1       | 2      | 3     |
| 10                       | Латвия      | 0      | 1       | 0      | 1     |
| 11                       | Греция      | 0      | 1       | 0      | 1     |
| 12                       | Румыния     | 0      | 0       | 3      | 3     |
| 13                       | Испания     | 0      | 0       | 2      | 2     |
| 14                       | Сербия      | 0      | 0       | 2      | 2     |
| 15                       | Франция     | 0      | 0       | 1      | 1     |
| -                        | Всего       | 18     | 18      | 36     | 72    |